# Ctenomys budini
Туко-туко Будіна (Ctenomys budini) — вид гризунів родини тукотукових, який зустрічається в південно-східній провінції Жужуй, Аргентина.

## Етимологія
Вид названий на честь Сеньйор Еміліо Будін (1877—1935), колекціонера й дослідника в Аргентині й Болівії. Він народився в Женеві, але його батьки емігрували з Швейцарії в Аргентину, коли йому було всього кілька місяців. Він збирав зразки в Патагонії і в інших областях Аргентини за директивою Олдфілда Томаса з Британського музею природної історії, якому він надіслав багато зразків у 1890-х і 1900-х роках. Олдфілд Томас був багатогранною людиною і вони з Бідіним вели кореспонденцію іспанською мовою. Будін також збирав зразки для Аргентинського музею природничих наук та інших музеїв Аргентини та Європи. На додаток він також надавав мапи своїх маршрутів і писав нотатки про місцевих жителів і топографію.